# Deadman Lake
Deadman Lake är en sjö i Kanada.   Den ligger i provinsen Alberta, i den centrala delen av landet, 2 900 km väster om huvudstaden Ottawa. Deadman Lake ligger 690 meter över havet. Arean är 2,8 kvadratkilometer. Den sträcker sig 2,6 kilometer i nord-sydlig riktning, och 2,2 kilometer i öst-västlig riktning.
Trakten runt Deadman Lake består till största delen av jordbruksmark. Runt Deadman Lake är det glesbefolkat, med 9 invånare per kvadratkilometer.